# Eurimedont (auriga)
D'acord amb la mitologia grega, Eurimedont (grec antic Εὐρυμέδων), fill de Ptolemeu i net de Peiraios segons Homer, va ser l'auriga d'Agamèmnon. Després de la guerra de Troia, va ser un dels companys del seu senyor quan retornà a Micenes i va ser assassinat per Egist, amant de la seva esposa Clitemnestra. A Micenes, segons Pausànias, es mostra la seva suposada sepultura al costat de la d'Agamèmnon.